# Al Harrington (Schauspieler)
Al Harrington (geboren als Tausau Taʻa; * 12. Dezember 1935 in Pago Pago, Amerikanisch-Samoa; † 21. September 2021 in Honolulu, Hawaii) war ein US-amerikanischer Schauspieler und Historiker.

## Leben
Harrington wurde auf Samoa als Tausau Taʻa geboren und verbrachte dort seine frühe Kindheit bei seinen Großeltern mütterlicherseits.
Im Alter von drei Jahren holte ihn seine Mutter Lela Suʻa Paia nach Honolulu, Hawaii. Sie arbeitete dort als Krankenschwester. Harrington und seine Mutter wohnten in Halawa Housing (ein Gebiet mit Sozialwohnungen in Honolulu, nahe Pearl Harbor). Harringtons Mutter heiratete Roy Milbur Harrington, dessen Familiennamen Harrington 1952 annahm.
Harrington war ein guter Schüler und sportlich begabt. Er erhielt ein Stipendium, das es ihm ermöglichte, die Punahou School in Honolulu zu besuchen. Durch seine sportlichen Leistungen wurde er der erste High-School-All-American aus Hawaii. Schließlich gewann er ein Stipendium für die Stanford University, an der er ein Studium der Geschichte absolvierte.
Nach seinem Studium kehrte Harrington nach Hawaii zurück. Dort heiratete er und wurde Lehrer für Geschichte an der Punahou School. Nebenbei trat Harrington in einem Lūʻau in Waikīkī auf. Bei einem dieser Auftritte wurde er von Ted Thorpe, einem der Casting Directoren der Fernsehserie Hawaii Fünf-Null entdeckt.
Ab 1969 erhielt Harrington Rollen in der Fernsehserie Hawaii Fünf-Null.
Er spielte
- 1969 in Die Geiseln (The Box, Staffel 1, Episode 17) den Toshi
- 1970 in Flucht vor der Vergangenheit (The Late John Louisiana, Staffel 3, Episode 9) den Charlie Cayliss
- 1970 in Wettlauf mit der Zeit (The Double Wall, Staffel 3, Episode 14) den ersten Wächter
- 1971 in Das Syndikat will Honolulu (No Bottles… No Cans… No People, Staffel 4, Episode 2) den Ray
- 1971 in Für eine Million, warum nicht? (For a Million… Why Not?, Staffel 4, Episode 8) den Noonan.[11]

1972 führten Schwierigkeiten mit dem Schauspieler Zulu zu dessen Entlassung,
woraufhin seine Rolle ‚Kono Kalakaua‘ ab Staffel 5 durch ‚Detective Ben Kokua‘ ersetzt wurde. Diese Rolle erhielt Harrington. Er spielte in dieser Rolle von 1972 (Staffel 5, Episode 1) bis 1975 (Staffel 7, Episode 24) in insgesamt 59 Episoden mit.
Harrington hatte 20 Jahre lang (1972 bis 1992) eine Show in Waikīkī, die „Al Harrington Show“. Er trug den Spitznamen „The South Pacific Man“. Er trat zusammen mit Donald Tai Loy Ho (Don Ho), Dick Jensen, Danny Kaleikini und Moe Keale auf. 1992 zog Harrington zunächst nach Utah, dann nach Los Angeles. Er spielte in mehreren Filmen Indianerrollen.
2005 kehrte er nach Hawaii zurück. Hier arbeitete er als Erzieher, Schauspieler und Heiler. Er wurde Sprecher von AlohaCare (ein Gesundheitsdienst auf Hawaii).
Als 2010 begonnen wurde, die Neuverfilmung Hawaii Five-0 zu drehen, erhielt er in dieser Serie die Rolle des ‚Mamo Kahike‘.
Er trat in dieser Rolle auf:
- 2011: Staffel 1, Episode 13 Strichmännchen (Ke Kinohi)
- 2011: Staffel 1, Episode 15 Alarm im Pazifik (Kai eʻ e)
- 2012: Staffel 2, Episode 17 Sinneswandel (Kupale)
- 2013: Staffel 4, Episode 9 Streng geheim (Hauʻoli La Hoʻomoaika'i)
- 2014: Staffel 4, Episode 21 Najib (Makani ʻOlu a Holo Malie)
- 2014: Staffel 5, Episode 3 Endloser Sommer (Kanalu Hope Loa)
- 2016: Staffel 6, Episode 18 Mit Pfeil und Bogen (Kanaka Hahai)
- 2016: Staffel 7, Episode 8 Ausgetanzt (Hana Komo Pae)
- 2017: Staffel 7, Episode 13 Mahalo, Max (Ua hoʻi ka ʻopua i Awalua)
- 2018: Staffel 9, Episode 8 Streithähne (Lele pu na manu like)[11]

## Privates
Harrington gehörte der Kirche Jesu Christi der Heiligen der Letzten Tage an.
Er hat zwei Söhne.

## Trivia
1954 in der High School nannte Harrington sich Alvin Ta‘a.
Harrington war der einzige Schauspieler, der sowohl in der originalen Hawaii-Fünf-Null-Serie von 1968 als auch in der Neuverfilmung Hawaii Five-0 von 2010 auftrat. Ab dem Tode von James MacArthur 2010 war Harrington der letzte überlebende männliche Schauspieler des Ermittlerteams aus den ersten 11 Staffeln der ursprünglichen Serie Hawaii Fünf-Null, ab dem Tode von William Smith wenige Monate vor Harringtons Tod war er der letzte noch lebende männliche Darsteller des ursprünglichen Ermittlerteams überhaupt.

## Filmografie
- 2021: Dr. Doogie Kamealoha (Fernsehserie)
- 2011–2018: Hawaii Five-0 (Fernsehserie) in 10 Episoden, als Mamo Kahike
- 2011: Küssen verboten! – Honeymoon mit Hindernissen, als Bar Tender Resort
- 2011: Satin, als Chief One Horn
- 2009: Summer of the Eagle, als Jim Eagle
- 2007: The Fall of Night, als Jesse the Indian
- 2003: Conquest of Hawaii, als Erzähler (Stimme)
- 2003: DreamKeeper (Fernsehfilm), als Buffalo Bull
- 2003: Nate und der Colonel, als Standing Elk
- 2002: Scrubs – Die Anfänger (Fernsehserie) in Staffel 1, Episode 14 Meine Alex (My Drug Buddy), als älterer Patient
- 2001: The Homecoming of Jimmy Whitecloud, als John Horse
- 2001: Family Law (Fernsehserie) in Staffel 2, Episode 21 Americans, als Daniel
- 2000: The Testaments: Of One Fold and One Shepherd, als Amaron
- 1999: The Creator’s Game, als Old Snow
- 1999: The Long Road Home, als Andy Lamebull
- 1998: Ein Wink des Himmels (Fernsehserie) in Staffel 2, Episode 17 Traumfänger (The Secret of Bluestem), als Indianer
- 1997: Flucht von Atlantis (Fernsehfilm), als Argus, Temple of Morpheus Prisoner
- 1995: Into the Paradise (Fernsehfilm), als Jimmy Whitehorse
- 1994: Forrest Gump, als örtlicher Typ
- 1994: Wolfsblut 2 – Das Geheimnis des weißen Wolfs, als Moses Joseph
- 1994: Vier für Hawaii (Fernsehserie) in Staffel 1 Episode 2 The Nenes Have It, als Jesse
- 1989: Jake und McCabe – Durch dick und dünn (Fernsehserie) Staffel 2, Episode 1 Wish You Were Here, als Haku Hoana
- 1989: Jake und McCabe – Durch dick und dünn (Fernsehserie) Staffel 3, Episoden 4 The Way You Look Tonight und 5 Dancing in the Dark, als Puka Pete
- 1988: Dolly (Fernsehserie) in Staffel 1, Episode 16 My Hawaii
- 1980: Magnum (Fernsehserie) in Staffel 1, Episode 4 Thank Heaven for Little Girls and Big Ones Too, als Mano
- 1980: Die Jeffersons (Fernsehserie) in Staffel 7, Episoden 3 bis 5 The Jeffersons Go to Hawaii Teil 2 bis 4, als Leon Kanekuulo
- 1978: Bob Braun’s Hawaiian Aloha
- 1977: Drei Engel für Charlie in Staffel 2, Episode 1 Angels in Paradise, als Ned
- 1972–1975: Hawaii Fünf-Null (Fernsehserie), Staffeln 5–7, in 59 Episoden, als Ben Kokua
- 1970: Herrscher der Insel, als Military Officer
- 1969–1971: Hawaii Fünf-Null (Fernsehserie), Staffeln 1–4, in 5 Episoden, verschiedene Rollen
- 1957: To Tell the Truth (Fernsehserie), Folge vom 17. Dezember 1957, als Teilnehmer[11]